# Guerra de navegadores

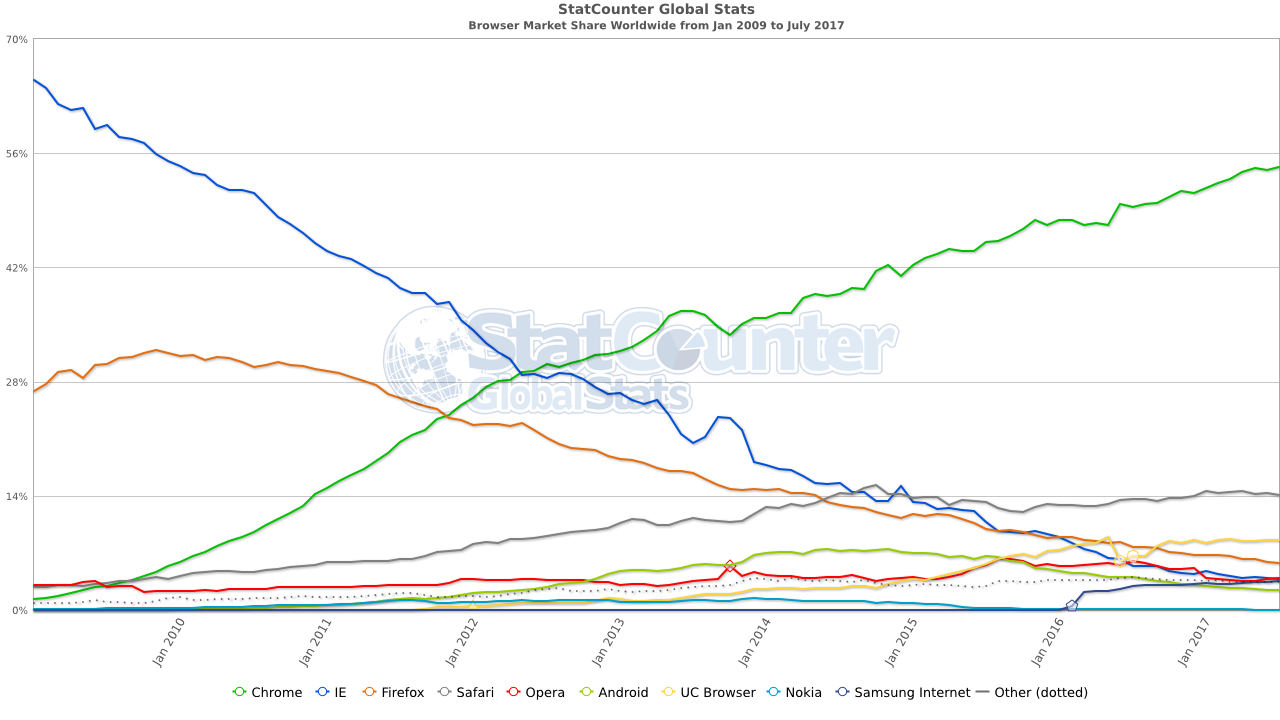
Evolución del predominio de navegadores a nivel mundial desde enero de 2009 a junio de 2017

La guerra de navegadores (en inglés: Browser Wars) es el nombre dado a la competencia entre Microsoft y  Netscape, entre los navegadores Internet Explorer y Netscape Navigator. Durante finales de los años 1990, Internet Explorer y Nestcape Navigator eran los principales navegadores web de la época basados en Mosaic. El término ‘guerra de los navegadores’ se utiliza en la actualidad para describir la competencia entre los navegadores más utilizados, como Mozilla Firefox, Microsoft Edge, Opera, Safari y Google Chrome. Aunque el término ‘guerra’ sugiere una competencia intensa, la realidad es que la rivalidad entre estos navegadores ha disminuido en comparación con el pasado.

## Primera guerra de navegadores

### 1995
Hacia mediados de 1995, la World Wide Web comenzaba a ganar notoriedad pública. Netscape Navigator fue el estándar de facto para navegación web en esos tiempos, consistiendo su competencia en sólo un puñado de navegadores como Mosaic y Lynx, los cuales fueron desarrollados en campus universitarios. Microsoft reconoció el éxito de Netscape y del potencial de la web, por parte del presidente de Microsoft en esa época, Bill Gates. Compraron licencias de Mosaic para crear la primera versión de Internet Explorer, versión 1.0, la cual se lanzó como parte del paquete de extensión Windows 95 en agosto de 1995. Internet Explorer 2.0 fue lanzado tres meses más tarde; la carrera por el control de la navegación web había comenzado.
El potencial que Microsoft vio en la web era el comercio, más específicamente un medio para dirigir la atención de los usuarios de la web hacia Microsoft y sus productos, una visión comercial de la Web. Un momento importante de la guerra de navegadores ocurrió cuando Microsoft apuntó la página de inicio de Internet Explorer (la página que se carga automáticamente cada vez que se abre el navegador) hacia su propio sitio web. Esta ventaja fue probablemente la razón por la cual Microsoft comenzó a distribuir Internet Explorer sin cargo.
Nuevas versiones de Netscape (más tarde llamado Netscape Communicator) e Internet Explorer fueron liberadas a un ritmo acelerado en los años siguientes. Las nuevas funcionalidades a menudo dejaban de lado la reparación de errores, produciendo estándares de desarrollo web "movedizos", agujeros de seguridad y muchas dificultades para los desarrolladores web. Internet Explorer comenzó a acercarse a su competencia con Internet Explorer 3.0 (lanzado en 1996), ofreciendo soporte para lenguajes interpretados (scripting) y la primera implementación comercial de las hojas de estilo en cascada (CSS).

### 1997
Durante este periodo fue común que los diseñadores de páginas web agregaran advertencias en sus páginas tales como "visto mejor con Netscape" o "visto mejor con Internet Explorer". Estos mensajes generalmente apuntaban a una versión específica del navegador y eran comúnmente enlazados a una fuente de donde el navegador preferido podía ser descargado. En cierta medida estos mensajes fueron un indicador de la divergencia entre los estándares soportados por los navegadores.
Microsoft contaba con dos fuertes ventajas en la guerra de navegadores. Una era simplemente la disponibilidad de recursos: Netscape, que comenzó con aproximadamente el 90 % del mercado y una buena relación con el público, era una compañía relativamente pequeña que obtenía esencialmente la mayor parte de sus ingresos de un único producto (Navigator y sus derivados), por lo que se encontraba en una posición de vulnerabilidad financiera. 

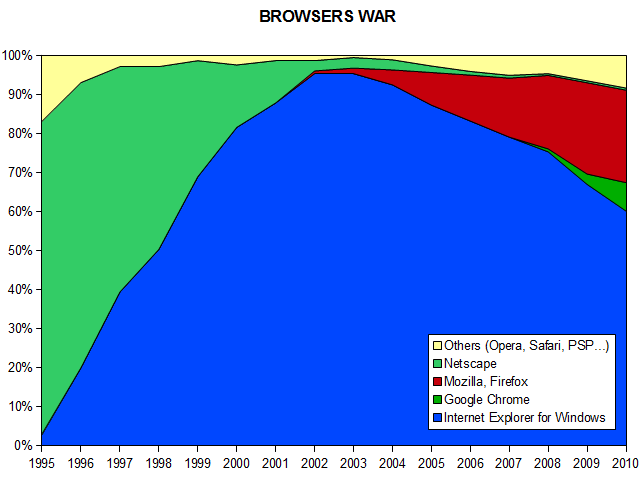
La primera Guerra de navegadores

La otra ventaja, y más importante aún, era que Windows poseía un monopolio en el mercado de sistemas operativos que podía ser utilizado para empujar a Internet Explorer hacia una posición dominante. Internet Explorer fue incluido con cada copia de Windows, logrando expandir su porción del mercado a pesar de contar inicialmente con un producto inferior. Internet Explorer permaneció siendo gratuito mientras que las enormes ganancias obtenidas de Windows fueron utilizadas para financiar su desarrollo y marketing, resultando en rápidas mejoras hasta el punto en que el producto ofreció tantas prestaciones como Netscape, aplacando así la necesidad de los usuarios de descargar e instalar Netscape. Otras acciones de Microsoft también dañaron a Netscape, tales como:
- El modelo de negocios de Netscape se basaba en distribuir el navegador en forma gratuita pero vender su software para servidores. Microsoft entendió esto y atacó las fuentes de ganancias de Netscape, incorporando el servidor web Internet Information Server gratuitamente con las versiones para servidores de Windows y ofreciendo a los clientes de Microsoft clones de los servidores proxy, de correo y noticias de Netscape en forma gratuita o con descuentos considerables. Esto no produjo un gran impacto al principio, ya que gran parte de las ganancias de Netscape proveían de clientes utilizando servidores Sun Microsystems, pero el resultado gradual fue el de posicionar a Windows NT como un servidor para Internet e intranet más popular reduciendo a la vez los ingresos de Netscape.
- Microsoft creó acuerdos con fabricantes de ordenadores de licencias, de tal forma que requería que incluyeran iconos de escritorio para IE a la vez que se los penalizaba por incluir Netscape en sus ordenadores.
- Microsoft facilitó la creación de versiones "propias" de Internet Explorer para medianos y grandes proveedores de Internet, algo que pocos proveedores ignoraron, lo cual significó que los usuarios de varios proveedores fueron alentados a utilizar Internet Explorer sobre Netscape.
- Microsoft creó un acuerdo de licenciamiento con AOL para basar la interfaz de usuario de AOL en Internet Explorer.
- Microsoft adquirió y liberó una herramienta para creación de páginas web, FrontPage, la cual tendía a crear páginas favorecidas al ser vistas con IE.
- Microsoft incluyó soporte para CSS en Internet Explorer a la vez que lo hizo más tolerante hacia código HTML de calidad pobre (en ocasiones generado por herramientas de diseño web). Para muchos diseñadores web de escasos conocimientos resultaba más sencillo crear páginas para IE que tener que reparar código HTML malformado, sin importar que sus creaciones contuvieran código no necesario.

### 1998
El efecto de estas acciones fue el de "cortar el suministro de aire de Netscape", tal como lo declaró un ejecutivo durante el juicio antimonopolio de Microsoft.[cita requerida]Esto, junto con varias decisiones equivocadas de Netscape, conllevó a la derrota de Netscape hacia fines de 1998, tras lo cual la compañía fue adquirida por America Online por la suma de 4200 millones de dólares. Internet Explorer se convirtió en el nuevo navegador dominante y llegó a un 96 % de porción del mercado (estadísticas basadas en conteos de visitas a sitios en la web), más de lo que Netscape obtuvo en su pico.
La guerra de navegadores terminó cuando Internet Explorer dejó de tener una competencia seria en el mercado. Esto también trajo un fin a las rápidas innovaciones en navegadores; no hubo nuevas versiones desde el Internet Explorer 6.0, que se lanzó para coincidir con el lanzamiento de Windows XP (2001) hasta el 2006 cuando fue lanzado el Internet Explorer 7.0. que es un navegador muy superior en funcionalidad a su versión anterior. Éste fue un cambio obligado pues Firefox, de la Fundación Mozilla, lo superaba en compatibilidad con estándares web, funcionalidad y el soporte a extensiones convirtiéndolo en un nuevo competidor serio que amenazaría su posición en el mercado.

### 2000
La guerra jurídica entre AOL y Microsoft redundó en un convenio extrajudicial: Microsoft retribuyó 750 millones USD a AOL. (en inglés).

## Peligros
La guerra de navegadores alentó dos tipos de comportamientos entre sus combatientes.
1. Funcionalidad contra errores: Un navegador web debía tener más funcionalidad que su competencia o de lo contrario se lo consideraría atrasado. Sin embargo, con recursos humanos limitados para el desarrollo, esto a menudo jugó en detrimento de la calidad de los productos, por lo que el software era generalmente liberado con errores importantes.
2. Obedecer estándares contra crear los propios: Un navegador web debía obedecer los estándares impuestos por los comités de estandarización (por ejemplo, apegándose a las especificaciones del lenguaje HTML). Sin embargo, la competencia requería que los navegadores innovaran extendiendo los estándares sin esperar aprobación de un comité. Las nuevas extensiones funcionarían solo en los navegadores que las implementaran, causando incompatibilidad con aquellos navegadores que no lo hicieran.

Los estándares web fueron debilitados a raíz de la dominación del mercado por un solo navegador. Internet Explorer 6.0 todavía presentaba carencias en el cumplimiento con varios estándares tales como las hojas de estilo en cascada, el formato de imagen PNG y XHTML. Esto provocó que los desarrolladores web se estancasen con técnicas innecesariamente complejas (tales como el abuso de tablas para la disposición de páginas, cuando alternativas con uso de estándares podían resultar más sencillas y poderosas). Muchos desarrolladores web también crearon sus páginas para trabajar únicamente con las idiosincrasias de Internet Explorer en vez de apegarse a los estándares, lo cual significó que muchas páginas web solo podían ser vistas correctamente en Internet Explorer.
En adición, Microsoft implementó varias extensiones propietarias a las tecnologías web, provocando una incompatibilidad absoluta con otras plataformas (ejemplo de esto son las extensiones VBScript y ActiveX, tales como las técnicas DHTML propias de Microsoft).
La casi universal adopción de Internet Explorer fue también un factor importante en el éxito de los ataques informáticos masivos causados por gusanos informáticos, los cuales tomaban provecho de las vulnerabilidades del software para su autopropagación. Mientras mayor el número de equipos expuestos a una misma vulnerabilidad, mayor será la facilidad con la que un gusano se propagará.
Por último, pero no menos importante, debido a que Internet Explorer llevaba el nombre 'Internet' en su nombre muchos usuarios inexpertos fueron engañados haciéndoles creer que Internet Explorer era la Internet (la versión de Internet Explorer que acompañaba a Windows 95 se llamaba de hecho La Internet), convirtiendo así una migración de un usuario a otro navegador algo difícil de tolerar en una primera instancia.

## Otras plataformas
En 1998 los desarrolladores de Netscape liberaron el código de Navigator, rebautizándolo Mozilla. Mozilla fue finalmente reescrito por completo y mejorado en numerosas formas. En 2002 Mozilla alcanzó su versión 1.0 y se ha vuelto muy popular en la comunidad de código abierto. Varios productos derivados han sido creados, incluyendo el mismo navegador liviano de Mozilla llamado Firefox. Según un estudio de principios de 2006 Firefox es utilizado por un 20 % de los europeos.
El navegador Konqueror, parte del proyecto KDE, compite con Mozilla por su porción del mercado en sistemas del tipo Unix (como Linux o Solaris). El motor KHTML de Konqueror fue posteriormente trasformado en WebKit y adoptado por otros navegadores. 
Opera posee una pequeña porción del mercado en sistemas de escritorio, pero es popular en dispositivos como teléfonos celulares de última generación.

## Segunda guerra de navegadores

Evolución del uso de distintos navegadores

En 2003 Microsoft anunció que Internet Explorer 6.0 SP1 será la última versión independiente de su navegador y que futuras mejoras dependerán de la próxima versión de Windows, llamada Windows Vista. Vista incluirá nuevas herramientas tales como Ávalon y XAML (un lenguaje XML propietario), lo cual permitirá a los desarrolladores construir aplicaciones web extensivas, las cuales pueden ser comparadas a grandes rasgos con los conceptos de XUL de Mozilla.
Como respuesta a esto, en abril de 2004 la Fundación Mozilla y Opera Software unieron esfuerzos para desarrollar nuevos estándares en tecnología los cuales añaden mejores capacidades a la vez que mantienen compatibilidad con tecnologías ya existentes. El resultado de esta colaboración fue WHATWG, un grupo de trabajo dedicado a la rápida creación de nuevas definiciones de estándares las cuales serán luego enviadas a la W3C para su aprobación.
Ciertos medios relacionados con la tecnología han sugerido que se aproxima una segunda guerra de navegadores, o que ya se ha presentado. En vez de combatir con un sinfín de nuevas características, la segunda guerra se librará aparentemente en el campo de los estándares (tales como CSS, XML y DOM), seguridad y usabilidad. Internet Explorer ha sido objetivo en numerosas ocasiones de un gran número de gusanos y virus, así como adware y spyware, forzando a algunos usuarios a migrar a alternativas como Chrome, Firefox, Opera o Safari.
La batalla de los navegadores se libra actualmente entre los seis principales navegadores: Internet Explorer, Microsoft Edge, Mozilla Firefox, Chrome, Safari y Opera, pero especialmente entre Microsoft Edge, Mozilla Firefox y Google Chrome, que son los más usados actualmente. El más popular, Chrome, se había presentado también como un rival notable, debido a su arquitectura multiproceso, interfaz ligera, carga rápida y el hecho de que Google tiene un gran capital detrás, para hacer publicidad de su navegador en un sinfín de páginas (un ejemplo de ello sería YouTube y el buscador de Google), es posiblemente el motivo principal por el cual ha tenido tanto éxito.
Microsoft acaba finalmente eliminando Internet Explorer para sustituirlo por Edge el 14 de febrero de 2023.